# 1978 год в спорте
Список 1978 год в спорте описывает спортивные события, произошедшие в 1978 году.

## СССР
- Чемпионат СССР по боксу 1978;
- Чемпионат СССР по волейболу среди мужчин 1978;
- Чемпионат СССР по волейболу среди женщин 1977/1978;
- Чемпионат СССР по волейболу среди мужчин 1978/1979;
- Чемпионат СССР по классической борьбе 1978;
- Чемпионат СССР по лёгкой атлетике 1978;
- Чемпионат СССР по международным шашкам среди женщин 1978;
- Чемпионат СССР по самбо 1978;
- Чемпионат СССР по хоккею с мячом 1977/1978;
- Чемпионат СССР по шахматам 1978;
- Создан баскетбольный клуб СКА (Алма-Ата);

### Футбол
- Кубок СССР по футболу 1978;
- Чемпионат Латвийской ССР по футболу 1978;
- Чемпионат СССР по футболу 1978;
- Созданы клубы:
  - «Волжанин»;
  - «Гёязань»;
  - «Навбахор»;
  - «Нива» (Тернополь);
  - РАФ;
- Расформирован клуб «Буровик»;

### Хоккей с шайбой
- Чемпионат СССР по хоккею с шайбой 1977/1978;
- Чемпионат СССР по хоккею с шайбой 1978/1979;
- Создан клуб «Корд»;

## Международные события
- Азиатские игры 1978;
- Зимняя Универсиада 1978;
- Матч СССР — США по лёгкой атлетике 1978;

### Чемпионаты Европы
- Чемпионат Европы по фигурному катанию 1978;

### Чемпионаты мира
- Чемпионат мира по биатлону 1978;
- Чемпионат мира по гандболу среди женщин 1978;
- Чемпионат мира по конькобежному спорту в классическом многоборье 1978;
- Чемпионат мира по конькобежному спорту в классическом многоборье среди женщин 1978;
- Чемпионат мира по корфболу 1978;
- Чемпионат мира по международным шашкам среди мужчин 1978—1979;
- Чемпионат мира по фигурному катанию 1978;

### Баскетбол
- Кубок чемпионов ФИБА 1977/1978;
- Кубок чемпионов ФИБА 1978/1979;

### Волейбол
- Кубок европейских чемпионов по волейболу среди женщин 1977/1978;
- Кубок европейских чемпионов по волейболу среди женщин 1978/1979;
- Чемпионат мира по волейболу среди женщин 1978;
- Чемпионат мира по волейболу среди мужчин 1978;

### Снукер
- Мастерс 1978 (снукер);
- Официальный рейтинг снукеристов на сезон 1977/1978;
- Официальный рейтинг снукеристов на сезон 1978/1979;
- Чемпионат мира по снукеру 1978;
- Чемпионат Великобритании по снукеру 1978;
- Чемпионат мира по снукеру 1978;

### Футбол
- Матчи сборной СССР по футболу 1978;
- Кубок европейских чемпионов 1977/1978;
- Кубок европейских чемпионов 1978/1979;
- Кубок Либертадорес 1978;
- Кубок обладателей кубков УЕФА 1978/1979;
- Кубок чемпионов КОНКАКАФ 1978;
- Кубок обладателей кубков УЕФА 1977/1978;
- Кубок обладателей кубков УЕФА 1978/1979;
- Международный футбольный кубок 1978;
- Финал Кубка европейских чемпионов 1978;
- Финал Кубка обладателей кубков УЕФА 1978;

#### Чемпионат мира по футболу 1978
- Adidas Tango;
- Финал чемпионата мира по футболу 1978;
- Футбольный матч Австрия — ФРГ (1978);
- Чемпионат мира по футболу 1978 (отборочный турнир, АФК и ОФК);
- Чемпионат мира по футболу 1978 (отборочный турнир, КАФ);
- Чемпионат мира по футболу 1978 (отборочный турнир, КОНМЕБОЛ);
- Чемпионат мира по футболу 1978 (отборочный турнир, УЕФА);
- Чемпионат мира по футболу 1978 (отборочный турнир);
- Чемпионат наций КОНКАКАФ 1977;
- Чемпионат наций КОНКАКАФ 1977 (отборочный турнир);

### Хоккей с шайбой
- Матч всех звёзд НХЛ 1978;
- НХЛ в сезоне 1977/1978;
- НХЛ в сезоне 1978/1979;
- Суперсерия 1977/1978;
- Суперсерия 1978/1979;
- Чемпионат мира по хоккею с шайбой 1978;

### Шахматы
- Вейк-ан-Зее 1978;
- Женская шахматная олимпиада 1978;
- Матч за звание чемпиона мира по шахматам 1978;
- Матч за звание чемпионки мира по шахматам 1978;
- Матчи претендентов 1977/1978;
- Матчи претенденток 1977/1978;
- Шахматная олимпиада 1978;

## Моторные виды спорта
- Формула-1 в сезоне 1978;
- Чемпионат мира по ралли 1978;

## Персоналии

### Родились
- 16 мая - Лионель Скалони, аргентинский футболист (правый защитник); выступал за такие именитые клубы, как «Эстудиантес», «Депортиво», «Расинг» и «Аталанту».
- 9 ноября — Ольга Александровна Брусникина, российская синхронистка, трёхкратная чемпионка Олимпийских игр, многократная чемпионка мира и Европы.
- 31 декабря — Юлия Владимировна Барсукова, российская спортсменка (художественная гимнастика), олимпийская чемпионка 2000 года.

### Скончались
- 27 февраля — Ниг Липскомб (англ. Nig Lipscomb) (1911-1978), американский бейсболист.[1]